# Vorfrieden von Nikolsburg
Der Vorfrieden von Nikolsburg wurde am 26. Juli 1866 zwischen Preußen und Österreich während des Deutschen Krieges geschlossen. Bereits drei Wochen nach der Niederlage Österreichs in der Schlacht bei Königgrätz (3. Juli 1866) wurde dieser Präliminarfriede unterzeichnet, der schließlich zum Friedensvertrag von Prag führte.

## Geschichte
Die sehr komplizierten Friedensverhandlungen waren vor allem ein politisches Ringen um die zukünftige Gestaltung Deutschlands. Ab dem 22. Juli 12 Uhr Mittags trat eine fünftägige Waffenruhe ein, während der in der südmährischen Stadt Nikolsburg (heute Mikulov, Tschechien) über den Vorfrieden verhandelt werden sollte. Die Verhandlungen wurden im Nikolsburger Schloss von dem preußischen Ministerpräsidenten Otto von Bismarck und den österreichischen Bevollmächtigten Alajos Károlyi und Adolph von Brenner-Felsach geführt. Dabei stieß Bismarck in der Absicht, Österreich weitere, über Venetien hinausgehende Gebietsabtretungen zu ersparen, um es als Bundesgenossen von morgen nicht zu verlieren, auf heftigen Widerstand bei König Wilhelm I. sowie einigen Militärs. Nachdem er sich aus Loyalität gegenüber Wien lange Zeit vor einem Konflikt gescheut hatte, wollte der preußische König jetzt den Triumph genießen, als Sieger in der österreichischen Hauptstadt einzumarschieren. Es kam zu dramatischen Szenen zwischen ihm und Bismarck, der sich erst durchsetzen konnte, als er mit Rücktritt drohte und sich Kronprinz Friedrich Wilhelm auf seine Seite stellte.
Während die preußischen Truppen nach Königgrätz in Böhmen eher hinhaltend operierten, gelang es Bismarck, erst seine Verhandlungsposition, dann seine inhaltlichen Forderungen nach Machterweiterung Preußens im norddeutschen Raum durch Totalannexion Schleswig-Holsteins, Hannovers, Kurhessens, Nassaus und Frankfurts, nach Auflösung des Deutschen Bundes und dem Ausschluss Österreichs als bislang dominierende Macht in Deutschland weitgehend durchzusetzen (Kleindeutsche Lösung).
Außenpolitisch konnte er Frankreichs Kompensationsforderungen zurückweisen. Napoléon III. wollte für seine „Stillhaltepolitik“ während des Preußisch-Österreichischen Krieges Luxemburg, Belgien oder linksrheinische Gebiete (Pfalz und Hessen) annektieren. Das führte später zu Revancheplänen Frankreichs, einer der Ursachen des Deutsch-Französischen Krieges („Rache für Sadowa“). Auch Alexander II. von Russland, der vergeblich versucht hatte, den Sturz der norddeutschen Dynastien zu verhindern und mit Kongressplänen hervortrat, die dazu geeignet waren, das deutsche Problem zu europäisieren und damit der Einmischung der beiden kontinentalen Flügelmächte zu unterwerfen, sah sich gezwungen, die Neuordnung Deutschlands hinzunehmen. Einzig Großbritannien begrüßte die von Preußen ausgehende machtpolitische Konsolidierung Deutschlands und vertrat darüber hinaus die Auffassung, dass eine Störung des europäischen Gleichgewichts nicht von Preußen-Deutschland, sondern eher von Frankreich und Russland zu erwarten sei.

## Inhalt
Die Präliminarien bestanden aus neun Artikeln und wurden von dem österreichischen Kriegsminister Feldzeugmeister Graf August von Degenfeld-Schonburg und dem preußischen Generalstabschef Helmuth von Moltke am 26. Juli 1866 unterzeichnet und besiegelt. Das Originaldokument befindet sich heute im Wiener Haus-, Hof- und Staatsarchiv.
Vereinbart wurde die Abtretung Venetiens an Italien und der vollständige Rückzug aller Truppen aus den besetzten Gebieten. Österreich anerkannte die Auflösung des Deutschen Bundes und die Neugründung des norddeutschen Bundes ohne seine Mitwirkung. Die im Frieden von Wien gemeinsam erworbenen Rechte an den Herzogtümern Schleswig, Holstein und Lauenburg gingen an den preußischen Staat. Österreich musste eine Kriegskostenentschädigung von 40 Millionen Talern an Preußen zahlen.
Erst nach schwierigen Verhandlungen gelang es den österreichischen Bevollmächtigten, eine Totalannexion Sachsens durch Preußen zu verhindern. Österreich bestand auf dem Erhalt als Pufferstaat zur Sicherung seiner nördlichen Grenzen und drohte Preußen bei einer Besetzung Sachsens mit der Weiterführung des Krieges. Dagegen versprach der österreichische Kaiser, die Entthronungen des Königs von Hannover, des Kurfürsten von Hessen, des Herzogs von Nassau und die Besetzung der freien Stadt Frankfurt anzuerkennen. Die Waffenruhe wurde bis zum 2. August verlängert und dann durch einen Waffenstillstand ersetzt.
Der Prager Frieden vom 23. August 1866 bestätigte die im Vorfrieden von Nikolsburg getroffenen Vereinbarungen weitestgehend.

## Auszug aus dem Vorfrieden von Nikolsburg vom 26. Juli 1866
Artikel I. „Der Territorialbestand der Österreichischen Monarchie, mit Ausnahme des lombardisch-venetianischen Königreiches, bleibt unverändert. Seine Majestät der König von Preußen verpflichtet Sich, Seine Truppen aus den bisher von denselben okkupierten Österreichischen Territorien zurückzuziehen, sobald der Friede abgeschlossen sein wird, vorbehaltlich der im definitiven Friedensschlusse zu treffenden Maßregeln wegen einer Garantie der Zahlung der Kriegsentschädigung.“
Artikel II. „Seine Majestät der Kaiser von Österreich erkennt die Auflösung des bisherigen deutschen Bundes an und giebt Seine Zustimmung zu einer neuen Gestaltung Deutschlands ohne Betheiligung des Österreichischen Kaiserstaates. Ebenso verspricht Seine Majestät das engere Bundesverhältnis anzuerkennen, welches Seine Majestät der König von Preußen nördlich von der Linie des Mains begründen wird, und erklärt Sich damit einverstanden, daß die südlich von dieser Linie gelegenen deutschen Staaten in einen Verein zusammentreten, dessen nationale Verbindung mit dem norddeutschen Bunde der näheren Verständigung zwischen beiden vorbehalten bleibt.“
Artikel III. „Seine Majestät der Kaiser von Österreich überträgt auf Seine Majestät den König von Preußen alle Seine im Wiener Frieden vom 30. Oktober 1864 erworbenen Rechte auf die Herzogtümer Holstein und Schleswig mit der Maßgabe, daß die Bevölkerungen der nördlichen Distrikte von Schleswig, wenn sie durch freie Abstimmung den Wunsch zu erkennen geben, mit Dänemark vereinigt zu werden, an Dänemark abgetreten werden sollen.“
Artikel VII. „Die Ratifikationen der gegenwärtigen Uebereinkunft werden binnen längstens zwei Tagen in Nikolsburg ausgetauscht werden.“